# And Soon the Darkness
And Soon the Darkness (Y pronto la oscuridad en español) es un thriller de 2010, dirigido por Marcos Efron y protagonizado por Karl Urban, Amber Heard y Odette Yustman. La película gira en torno a la trata de mujeres en la frontera de Argentina y Paraguay, cuyo destino es la prostitución ilegal.

## Trama (Spoilers)
Stephanie y Ellie, dos jóvenes amigas estadounidenses, deciden quedarse en un pequeño hotel en su última noche en un pequeño pueblo al norte de Argentina. Después de una noche de borrachera en el bar local, donde Ellie tiene un encuentro romántico con uno de los pueblerinos, ambas amigas pierden el autobús que las llevaría hacia la ciudad de Posadas, en la provincia de Misiones. 
Viéndose obligadas a permanecer un día más en aquel pequeño pueblo (en el cual ya han notado misteriosas cosas), ambas amigas discuten y se separan. Cuando esto ocurre, Ellie es secuestrada. En la desesperada búsqueda del paradero de su amiga, Stephanie se une a Michael, un estadounidense que dice estar buscando a alguien que desapareció hace meses: su novia Camila, cuyo rostro está en los carteles alrededor de todo el pueblo. 
El dúo es asistido por el oficial de policía local, un desagradable hombre llamado Calvo que actúa de forma sospechosa y corrupta, el cual termina siendo el jefe del secuestro, junto con Chucho, el joven que había estado con Ellie la noche anterior. Stephanie, consternada por la seguridad de Ellie, se roba un carro estacionado cerca del hotel en donde se hospedaba y siguió el camino por donde Chucho había ido, poco después de que ella lo viera en su moto rondando por el lugar. Descubre el lugar en donde tienen secuestrada a Ellie, Stephanie logra escapar del lugar, pero en un vago intento de escapar, el carro queda sin batería y deben salir corriendo. Chucho alcanza a Ellie y, empujándola hacia una roca gigante encontrada en el piso, la asesina accidentalmente. Llega el carro de la policía, con Michael y Calvo, y Stephanie se da cuenta de que Calvo es parte de la red de secuestradores. Calvo asesina a Michael con un tiro por la espalda, habiendo antes acordado que harían un cambio, Michael recuperaría a Camila a cambio de Stephanie. Stephanie es llevada al mismo lugar en donde estaba atrapada Ellie y esa misma noche, es colocada en un yate para llevarla al comprador. Durante el viaje Stephanie logra escapar saltando al agua y ahogando a Chucho al mismo tiempo. Ella nada hasta la costa de Paraguay, en donde para su sorpresa el comprador la espera y es atrapada de nuevo. Ella vuelve a escapar y es perseguida por Calvo. Al llegar a un pequeño puerto con varios botes estacionados, Stephanie se esconde en uno de ellos en donde luego de un forcejeo logra finalmente matar a Calvo. La película termina con una escena en donde ella camina sola al amanecer en dirección al pueblo más cercano y observa un jeep que se le acerca. Ella, asustada, toma una piedra para defenderse, pero del vehículo sale una mujer militar paraguaya que finalmente la rescata.

## Producción
Partes de la película fueron rodadas en la Provincia de Salta, también en  Carhue, Buenos Aires y en las ruinas de la Villa Epecuén, situada en la misma zona geográfica; abandonada en la actualidad tras las inundaciones de 1985.

## Reparto
- Amber Heard como Stephanie.
- Karl Urban como Michael.
- Odette Yustman como Ellie.
- Gia Mantegna como Camila.
- Adriana Barraza como Rosamaria.
- Luis Sabatini como Luca.
- Michel Noher como Chucho.
- César Vianco como Calvo.